# Hemipeplus madagascariensis
Hemipeplus madagascariensis is een keversoort uit de familie Mycteridae. De wetenschappelijke naam van de soort is voor het eerst geldig gepubliceerd in 1906 door Grouvelle.